# Hockey su ghiaccio ai XXII Giochi olimpici invernali - Torneo maschile
Il torneo maschile di hockey su ghiaccio alle Olimpiadi invernali 2014 si è tenuto a Soči, in Russia, dal 12 al 23 febbraio 2014.

## Squadre partecipanti
| Gruppo A                               | Gruppo B                          | Gruppo C                           |
| -------------------------------------- | --------------------------------- | ---------------------------------- |
| Russia Slovacchia Slovenia Stati Uniti | Austria Canada Finlandia Norvegia | Lettonia Rep. Ceca Svezia Svizzera |

## Arbitri
La IIHF ha selezionato 14 arbitri e 14 giudici di linea per il torneo maschile di hockey su ghiaccio alle Olimpiadi invernali 2014:
Arbitri
- Lars Brüggemann
- Dave Jackson
- Antonín Jeřábek
- Mike Leggo
- Brad Meier
- Konstantin Olenin
- Tim Peel

Arbitri
- Daniel Piechaczek
- Kevin Pollock
- Jyri Rönn
- Vladimír Šindler
- Kelly Sutherland
- Marcus Vinnerborg
- Ian Walsh

Giudici di linea
- Derek Amell
- Lonnie Cameron
- Chris Carlson
- Ivan Dedyulya
- Greg Devorski
- Tommy George
- Brad Kovachik

Giudici di linea
- Andy McElman
- André Schrader
- Sakari Suominen
- Miroslav Valach
- Mark Wheler
- Jesse Wilmot
- Christopher Woodworth

## Turno preliminare

### Gruppo A
| Pos. |             | PG | V | VOT | POT | P | GF | GS | DR  | Pt |
| 1.   | Stati Uniti | 3  | 2 | 1   | 0   | 0 | 15 | 4  | +11 | 8  |
| 2.   | Russia      | 3  | 1 | 1   | 1   | 0 | 8  | 5  | +3  | 6  |
| 3.   | Slovenia    | 3  | 1 | 0   | 0   | 2 | 6  | 11 | -5  | 3  |
| 4.   | Slovacchia  | 3  | 0 | 0   | 1   | 2 | 2  | 11 | -9  | 1  |

| Soči 13 febbraio 2014, ore 16:30 UTC+4 | Russia                        | 5 – 2 (2-0; 1-2; 2-0) referto | Slovenia | Palazzo del ghiaccio Bol'šoj (11.653 spett.)\| Arbitri: \| Dave Jackson Vladimír Šindler \| |
| Arbitri:                               | Dave Jackson Vladimír Šindler |                               |          |                                                                                             |

| Soči 13 febbraio 2014, ore 16:30 UTC+4 | Slovacchia                    | 1 – 7 (0-1; 1-6; 0-0) referto | Stati Uniti | Šajba Arena (4.119 spett.)\| Arbitri: \| Antonín Jeřábek Kevin Pollock \| |
| Arbitri:                               | Antonín Jeřábek Kevin Pollock |                               |             |                                                                           |

| Soči 15 febbraio 2014, ore 12:00 UTC+4 | Slovacchia                 | 1 – 3 (0-0; 0-0; 1-3) referto | Slovenia | Palazzo del ghiaccio Bol'šoj (7.438 spett.)\| Arbitri: \| Konstantin Olenin Tim Peel \| |
| Arbitri:                               | Konstantin Olenin Tim Peel |                               |          |                                                                                         |

| Arbitri: | Brad Meier Marcus Vinnerborg |

|  |                |  |
|  | Shootout 0 – 1 |  |

| Arbitri: | Lars Brüggemann Kelly Sutherland |

|  |                |  |
|  | Shootout 1 – 0 |  |

| Soči 16 febbraio 2014, ore 16:30 UTC+4 | Slovenia             | 1 – 5 (0-2; 0-2; 1-1) referto | Stati Uniti | Šajba Arena (4.892 spett.)\| Arbitri: \| Mike Leggo Jyri Rönn \| |
| Arbitri:                               | Mike Leggo Jyri Rönn |                               |             |                                                                  |

### Gruppo B
| Pos. |           | PG | V | VOT | POT | P | GF | GS | DR | Pt |
| 1.   | Canada    | 3  | 2 | 1   | 0   | 0 | 11 | 2  | +9 | 8  |
| 2.   | Finlandia | 3  | 2 | 0   | 1   | 0 | 15 | 7  | +8 | 7  |
| 3.   | Austria   | 3  | 1 | 0   | 0   | 2 | 7  | 15 | -8 | 3  |
| 4.   | Norvegia  | 3  | 0 | 0   | 0   | 3 | 3  | 12 | -9 | 0  |

| Soči 13 febbraio 2014, ore 12:00 UTC+4 | Finlandia                   | 8 – 4 (4-2; 2-0; 2-2) referto | Austria | Palazzo del ghiaccio Bol'šoj (5.664 spett.)\| Arbitri: \| Daniel Piechaczek Ian Walsh \| |
| Arbitri:                               | Daniel Piechaczek Ian Walsh |                               |         |                                                                                          |

| Soči 13 febbraio 2014, ore 21:00 UTC+4 | Canada                       | 3 – 1 (0-0; 2-0; 1-1) referto | Norvegia | Palazzo del ghiaccio Bol'šoj (10.261 spett.)\| Arbitri: \| Mike Leggo Marcus Vinnerborg \| |
| Arbitri:                               | Mike Leggo Marcus Vinnerborg |                               |          |                                                                                            |

| Soči 14 febbraio 2014, ore 21:00 UTC+4 | Canada                         | 6 – 0 (2-0; 4-0; 0-0) referto | Austria | Palazzo del ghiaccio Bol'šoj (8.969 spett.)\| Arbitri: \| Dave Jackson Konstantin Olenin \| |
| Arbitri:                               | Dave Jackson Konstantin Olenin |                               |         |                                                                                             |

| Soči 14 febbraio 2014, ore 21:00 UTC+4 | Norvegia                         | 1 – 6 (0-3; 0-2; 1-1) referto | Finlandia | Šajba Arena (3.018 spett.)\| Arbitri: \| Lars Brüggemann Kelly Sutherland \| |
| Arbitri:                               | Lars Brüggemann Kelly Sutherland |                               |           |                                                                              |

| Soči 16 febbraio 2014, ore 12:00 UTC+4 | Austria                    | 3 – 1 (2-0; 0-1; 1-0) referto | Norvegia | Palazzo del ghiaccio Bol'šoj (6.882 spett.)\| Arbitri: \| Vladimír Šindler Ian Walsh \| |
| Arbitri:                               | Vladimír Šindler Ian Walsh |                               |          |                                                                                         |

| Soči 16 febbraio 2014, ore 21:00 UTC+4 | Finlandia                     | 1 – 2 (d.t.s.) (0-1; 1-0; 0-0) referto | Canada | Palazzo del ghiaccio Bol'šoj (11.263 spett.)\| Arbitri: \| Antonín Jeřábek Kevin Pollock \| |
| Arbitri:                               | Antonín Jeřábek Kevin Pollock |                                        |        |                                                                                             |

### Gruppo C
| Pos. |           | PG | V | VOT | POT | P | GF | GS | DR | Pt |
| 1.   | Svezia    | 3  | 3 | 0   | 0   | 0 | 10 | 5  | +5 | 9  |
| 2.   | Svizzera  | 3  | 2 | 0   | 0   | 1 | 2  | 1  | +1 | 6  |
| 3.   | Rep. Ceca | 3  | 1 | 0   | 0   | 2 | 6  | 7  | -1 | 3  |
| 4.   | Lettonia  | 3  | 0 | 0   | 0   | 3 | 5  | 10 | -5 | 0  |

| Soči 12 febbraio 2014, ore 21:00 UTC+4 | Rep. Ceca                          | 2 – 4 (0-2; 2-2; 0-0) referto | Svezia | Palazzo del ghiaccio Bol'šoj (11.419 spett.)\| Arbitri: \| Konstantin Olenin Kelly Sutherland \| |
| Arbitri:                               | Konstantin Olenin Kelly Sutherland |                               |        |                                                                                                  |

| Soči 12 febbraio 2014, ore 21:00 UTC+4 | Lettonia                   | 0 – 1 (0-0; 0-0; 0-1) referto | Svizzera | Šajba Arena (5.116 spett.)\| Arbitri: \| Lars Brüggemann Brad Meier \| |
| Arbitri:                               | Lars Brüggemann Brad Meier |                               |          |                                                                        |

| Soči 14 febbraio 2014, ore 12:00 UTC+4 | Rep. Ceca          | 4 – 2 (2-1; 2-1; 0-0) referto | Lettonia | Palazzo del ghiaccio Bol'šoj (5.831 spett.)\| Arbitri: \| Tim Peel Jyri Rönn \| |
| Arbitri:                               | Tim Peel Jyri Rönn |                               |          |                                                                                 |

| Soči 14 febbraio 2014, ore 16:30 UTC+4 | Svezia                      | 1 – 0 (0-0; 0-0; 1-0) referto | Svizzera | Palazzo del ghiaccio Bol'šoj (7.968 spett.)\| Arbitri: \| Mike Leggo Vladimír Šindler \| |
| Arbitri:                               | Mike Leggo Vladimír Šindler |                               |          |                                                                                          |

| Soči 15 febbraio 2014, ore 21:00 UTC+4 | Svizzera                        | 1 – 0 (1-0; 0-0; 0-0) referto | Rep. Ceca | Palazzo del ghiaccio Bol'šoj (10.253 spett.)\| Arbitri: \| Daniel Piechaczek Kevin Pollock \| |
| Arbitri:                               | Daniel Piechaczek Kevin Pollock |                               |           |                                                                                               |

| Soči 15 febbraio 2014, ore 21:00 UTC+4 | Svezia                    | 5 – 3 (1-1; 3-1; 1-1) referto | Lettonia | Šajba Arena (3.709 spett.)\| Arbitri: \| Antonín Jeřábek Ian Walsh \| |
| Arbitri:                               | Antonín Jeřábek Ian Walsh |                               |          |                                                                       |

## Playoff
Al termine del turno preliminare tutte le squadre vengono classificate da 1D fino a 12D. Per determinare tale classifica vengono considerati i seguenti criteri nell'ordine:
1. posizione più alta nel gruppo
2. maggior numero di punti
3. miglior differenza reti
4. maggior numero di reti segnate
5. posizione nella Classifica mondiale IIHF del 2013.

### Classifica
| Pos. | Squadra     | Gruppo | Pos | PG | Pt | DR  | GF | Clas. IIHF |
| ---- | ----------- | ------ | --- | -- | -- | --- | -- | ---------- |
| 1D   | Svezia      | C      | 1   | 3  | 9  | +5  | 10 | 1          |
| 2D   | Stati Uniti | A      | 1   | 3  | 8  | +11 | 15 | 6          |
| 3D   | Canada      | B      | 1   | 3  | 8  | +8  | 11 | 5          |
| 4D   | Finlandia   | B      | 2   | 3  | 7  | +7  | 15 | 2          |
| 5D   | Russia      | A      | 2   | 3  | 6  | +3  | 8  | 3          |
| 6D   | Svizzera    | C      | 2   | 3  | 6  | +1  | 2  | 7          |
| 7D   | Rep. Ceca   | C      | 3   | 3  | 3  | -1  | 6  | 4          |
| 8D   | Slovenia    | A      | 3   | 3  | 3  | -5  | 6  | 17         |
| 9D   | Austria     | B      | 3   | 3  | 3  | -8  | 7  | 15         |
| 10D  | Slovacchia  | A      | 4   | 3  | 1  | -7  | 2  | 8          |
| 11D  | Lettonia    | C      | 4   | 3  | 0  | -5  | 5  | 11         |
| 12D  | Norvegia    | B      | 4   | 3  | 0  | -9  | 3  | 9          |

### Tabellone
|  | Playoff          | Playoff          |                  |                  | Quarti di finale | Quarti di finale |                  |                  | Semifinali      | Semifinali |  |  | Finale | Finale |
|  |                  |                  |                  |                  |                  |                  |                  |                  |                 |            |  |  |        |        |
|  |                  |                  |                  |                  | 19 febbraio 2014 |                  |                  |                  |                 |            |  |  |        |        |
|  | 18 febbraio 2014 |                  |                  |                  |                  |                  |                  |                  |                 |            |  |  |        |        |
|  | 1D Svezia        | 5                |                  |                  |                  |                  |                  |                  |                 |            |  |  |        |        |
|  | 1D Svezia        | 5                | 8D Slovenia      | 4                | 21 febbraio 2014 | 21 febbraio 2014 |                  |                  |                 |            |  |  |        |        |
|  |                  | E4 Slovenia      | 8D Slovenia      | 4                | 21 febbraio 2014 | 21 febbraio 2014 | 0                |                  |                 |            |  |  |        |        |
|  | 9D Austria       | E4 Slovenia      | 0                |                  | 1D Svezia        | 2                | 0                |                  |                 |            |  |  |        |        |
|  | 9D Austria       | 19 febbraio 2014 | 0                |                  | 1D Svezia        | 2                |                  |                  |                 |            |  |  |        |        |
|  | 18 febbraio 2014 | 18 febbraio 2014 |                  | 4D Finlandia     | 1                |                  |                  |                  |                 |            |  |  |        |        |
|  | 18 febbraio 2014 | 18 febbraio 2014 | 4D Finlandia     | 4D Finlandia     | 1                | 3                |                  |                  |                 |            |  |  |        |        |
|  | 5D Russia        | 4                | 4D Finlandia     |                  |                  | 3                | 23 febbraio 2014 | 23 febbraio 2014 |                 |            |  |  |        |        |
|  | 5D Russia        | 4                |                  | E1 Russia        | 1                |                  | 23 febbraio 2014 | 23 febbraio 2014 |                 |            |  |  |        |        |
|  | 12D Norvegia     | 0                |                  | E1 Russia        | 1                | 1D Svezia        | 0                |                  |                 |            |  |  |        |        |
|  | 12D Norvegia     | 0                | 19 febbraio 2014 |                  |                  | 1D Svezia        | 0                |                  |                 |            |  |  |        |        |
|  | 18 febbraio 2014 | 18 febbraio 2014 |                  | 3D Canada        | 3                |                  |                  |                  |                 |            |  |  |        |        |
|  | 18 febbraio 2014 | 18 febbraio 2014 | 3D Canada        | 3D Canada        | 3                | 2                |                  |                  |                 |            |  |  |        |        |
|  | 6D Svizzera      | 1                | 3D Canada        | 21 febbraio 2014 | 21 febbraio 2014 | 2                |                  |                  |                 |            |  |  |        |        |
|  | 6D Svizzera      | 1                |                  | 21 febbraio 2014 | 21 febbraio 2014 | E2 Lettonia      | 1                |                  |                 |            |  |  |        |        |
|  | 11D Lettonia     | 3                |                  | 3D Canada        | 1                | E2 Lettonia      | 1                | Finale 3º posto  | Finale 3º posto |            |  |  |        |        |
|  | 11D Lettonia     | 3                | 19 febbraio 2014 | 3D Canada        | 1                |                  |                  | Finale 3º posto  | Finale 3º posto |            |  |  |        |        |
|  | 18 febbraio 2014 | 18 febbraio 2014 |                  | 2D Stati Uniti   | 0                |                  | 22 febbraio 2014 | 22 febbraio 2014 |                 |            |  |  |        |        |
|  | 18 febbraio 2014 | 18 febbraio 2014 | 2D Stati Uniti   | 2D Stati Uniti   | 0                | 5                | 22 febbraio 2014 | 22 febbraio 2014 |                 |            |  |  |        |        |
|  | 7D Rep. Ceca     | 5                | 2D Stati Uniti   |                  |                  | 5                | 4D Finlandia     | 5                |                 |            |  |  |        |        |
|  | 7D Rep. Ceca     | 5                |                  | E3 Rep. Ceca     | 2                |                  | 4D Finlandia     | 5                |                 |            |  |  |        |        |
|  | 10D Slovacchia   | 3                |                  | E3 Rep. Ceca     | 2                | 2D Stati Uniti   | 0                |                  |                 |            |  |  |        |        |
|  | 10D Slovacchia   | 3                |                  |                  |                  | 2D Stati Uniti   | 0                |                  |                 |            |  |  |        |        |

### Qualificazioni
| Soči 18 febbraio 2014, ore 12:00 UTC+4 | Slovenia                      | 4 – 0 (2-0; 1-0; 1-0) referto | Austria | Palazzo del ghiaccio Bol'šoj (6.821 spett.)\| Arbitri: \| Dave Jackson Vladimír Šindler \| |
| Arbitri:                               | Dave Jackson Vladimír Šindler |                               |         |                                                                                            |

| Soči 18 febbraio 2014, ore 16:30 UTC+4 | Russia                          | 4 – 0 (0-0; 2-0; 2-0) referto | Norvegia | Palazzo del ghiaccio Bol'šoj (11.423 spett.)\| Arbitri: \| Daniel Piechaczek Kevin Pollock \| |
| Arbitri:                               | Daniel Piechaczek Kevin Pollock |                               |          |                                                                                               |

| Soči 18 febbraio 2014, ore 21:00 UTC+4 | Svizzera             | 1 – 3 (0-2; 1-0; 0-1) referto | Lettonia | Palazzo del ghiaccio Bol'šoj (7.912 spett.)\| Arbitri: \| Mike Leggo Jyri Rönn \| |
| Arbitri:                               | Mike Leggo Jyri Rönn |                               |          |                                                                                   |

| Soči 18 febbraio 2014, ore 21:00 UTC+4 | Rep. Ceca                  | 5 – 3 (3-0; 1-1; 1-2) referto | Slovacchia | Šajba Arena (3.628 spett.)\| Arbitri: \| Tim Peel Marcus Vinnerborg \| |
| Arbitri:                               | Tim Peel Marcus Vinnerborg |                               |            |                                                                        |

### Quarti di finale
| Soči 19 febbraio 2014, ore 12:00 UTC+4 | Svezia                      | 5 – 0 (1-0; 0-0; 4-0) referto | Slovenia | Palazzo del ghiaccio Bol'šoj (7.325 spett.)\| Arbitri: \| Brad Meier Vladimír Šindler \| |
| Arbitri:                               | Brad Meier Vladimír Šindler |                               |          |                                                                                          |

| Soči 19 febbraio 2014, ore 16:30 UTC+4 | Finlandia                          | 3 – 1 (2-1; 1-0; 0-0) referto | Russia | Palazzo del ghiaccio Bol'šoj (11.654 spett.)\| Arbitri: \| Kelly Sutherland Marcus Vinnerborg \| |
| Arbitri:                               | Kelly Sutherland Marcus Vinnerborg |                               |        |                                                                                                  |

| Soči 19 febbraio 2014, ore 21:00 UTC+4 | Canada             | 2 – 1 (1-1; 0-0; 1-0) referto | Lettonia | Palazzo del ghiaccio Bol'šoj (9.825 spett.)\| Arbitri: \| Tim Peel Jyri Rönn \| |
| Arbitri:                               | Tim Peel Jyri Rönn |                               |          |                                                                                 |

| Soči 19 febbraio 2014, ore 21:00 UTC+4 | Stati Uniti                     | 5 – 2 (3-1; 1-0; 1-1) referto | Rep. Ceca | Šajba Arena (4.606 spett.)\| Arbitri: \| Konstantin Olenin Kevin Pollock \| |
| Arbitri:                               | Konstantin Olenin Kevin Pollock |                               |           |                                                                             |

### Semifinali
| Soči 21 febbraio 2014, ore 16:00 UTC+4 | Svezia                     | 2 – 1 (0-0; 2-1; 0-0) referto | Finlandia | Palazzo del ghiaccio Bol'šoj (9.476 spett.)\| Arbitri: \| Konstantin Olenin Tim Peel \| |
| Arbitri:                               | Konstantin Olenin Tim Peel |                               |           |                                                                                         |

| Soči 21 febbraio 2014, ore 21:00 UTC+4 | Canada                      | 1 – 0 (0-0; 1-0; 0-0) referto | Stati Uniti | Palazzo del ghiaccio Bol'šoj (11.172 spett.)\| Arbitri: \| Brad Meier Kelly Sutherland \| |
| Arbitri:                               | Brad Meier Kelly Sutherland |                               |             |                                                                                           |

### Finale 3º-4º posto
| Soči 22 febbraio 2014, ore 19:00 UTC+4 | Finlandia                  | 5 – 0 (0-0; 2-0; 3-0) referto | Stati Uniti | Palazzo del ghiaccio Bol'šoj (9.052 spett.)\| Arbitri: \| Konstantin Olenin Tim Peel \| |
| Arbitri:                               | Konstantin Olenin Tim Peel |                               |             |                                                                                         |

### Finale
| Soči 23 febbraio 2014, ore 16:00 UTC+4 | Svezia                      | 0 – 3 (0-1; 0-1; 0-1) referto | Canada | Palazzo del ghiaccio Bol'šoj (11.076 spett.)\| Arbitri: \| Brad Meier Kelly Sutherland \| |
| Arbitri:                               | Brad Meier Kelly Sutherland |                               |        |                                                                                           |

## Graduatoria finale
| Pos | Squadra     |
| --- | ----------- |
|     | Canada      |
|     | Svezia      |
|     | Finlandia   |
| 4   | Stati Uniti |
| 5   | Russia      |
| 6   | Rep. Ceca   |
| 7   | Slovenia    |
| 8   | Lettonia    |
| 9   | Svizzera    |
| 10  | Austria     |
| 11  | Slovacchia  |
| 12  | Norvegia    |